# Abassi McPherson
Issa Abassi McPherson (ur. 10 maja 1980 w Linden) – gujański piłkarz grający na pozycji obrońcy w klubie Alpha United FC, jednokrotny reprezentant swojego kraju.

## Kariera klubowa
Przed sezonem 2008/2009 grał jedynie w klubach z Trynidadu i Tobago. Najpierw w North East Stars (lata 2003-2005), a od 2006 w Joe Public FC.
W 2008 przeniósł się do ojczyzny, gdzie związął się z klubem Alpha United FC, z którym następnie trzykrotnie zdobywał mistrzostwo Gujany. W jego barwach grał również regularnie w rozgrywkach międzynarodowych, konkretnie w CFU Club Championship.

## Kariera reprezentacyjna
Jest jednokrotnym reprezentantem Gujany. Wystąpił w przegranym 5:0 meczu Eliminacji do Mistrzostw Świata 2006 z Grenadą.

## Sukcesy
Jego jedynymi sukcesami w karierze piłkarskiej były trzy mistrzostwa Gujany zdobyte z klubem Alpha United w latach: 2009, 2010 oraz 2013.